# Vanderlei de Lima
Vanderlei Cordeiro de Lima (Cruzeiro do Oeste, 11 de agosto de 1969) es un exatleta brasileño, especializado en carreras de larga distancia. Bicampeón de los Juegos Panamericanos, medallista de bronce en los Juegos Olímpicos de Atenas 2004 y galardonado con la Medalla Pierre de Coubertin, el máximo galardón de carácter humanitario-deportivo que otorga el Comité Olímpico Internacional (COI).
Durante su carrera participó de varias competencias internacionales, incluyendo la maratón en los Juegos Olímpicos de Atlanta 1996, Sídney 2000 y Atenas 2004, Juegos Panamericanos, y otras competencias. Obtuvo el oro panamericano en los juegos de Winnipeg 1999 y Santo Domingo 2003.
Durante la maratón de los Juegos Olímpicos de Atenas 2004, cuando lideraba la carrera, en el kilómetro 36, fue empujado por un exsacerdote irlandés llamado Cornelius Horan. Ayudado por el público por este incidente, especialmente por el espectador griego Polyvios Kossivas, retornó a la carrera, llegando al tercer lugar de la maratón, siendo ovacionado y aplaudido en el estadio Panathinaiko. Obtuvo la medalla de bronce. Este episodio lo llevó a recibir la medalla Pierre de Coubertin, por su valor y espíritu olímpico.
Fue el encargado de encender el pebetero de los Juegos Olímpicos de Río de Janeiro 2016.

## Mejores marcas personales
| Distancia | Tiempo   | Fecha                | Lugar                  |
| --------- | -------- | -------------------- | ---------------------- |
| 3000 m    | 8:02.81  | 3 de mayo de 1998    | Río de Janeiro, Brasil |
| 10 000 m  | 28:08.03 | 31 de mayo de 1997   | Hengelo, Países Bajos  |
| Maratón   | 2:08:31  | 8 de febrero de 1998 | Tokio, Japón           |